# سرعت برداری

مشتق اول منحنی سرعت-زمان در هر لحظه، شتاب لحظه‌ای نامیده می‌شود؛ درحالی‌که انتگرال آن منحنی بین هر دو نقطهٔ نمودار (مساحت زردرنگ زیر منحنی)، فاصلهٔ جابجاشده در آن مدت را می‌دهد.

سرعت برداری (به انگلیسی: Velocity) یک کمیّت اندازه‌گیری بُرداری، از مقدار و جهت جابجایی است. مقدار مطلق بزرگی سرعت، تندی نامیده می‌شود. سرعت را همچنین می‌توان به‌صورت نرخ جابجایی تعریف کرد.

## تعریف سرعت بُرداری
در هر دو شاخهٔ مکانیک، میانگین تندی v یک جسم که در حال پیمودن مسافت r در مدت‌زمان t است، به‌وسیلهٔ فرمول سادهٔ زیر به‌دست می‌آید:
v = dr/dt
بُردار سرعت لحظه‌ایِ جسمی v را که موقعیتش در زمان t به‌وسیلهٔ (x(t نشان داده شده، می‌توان به‌صورت مشتق آن، از رابطهٔ زیر محاسبه کرد:
v = dx/dt

## رابطهٔ سرعت بُرداری و شتاب
شتاب تغییر سرعت جسم در خلال زمان است. میانگین شتاب a جسمی که طی زمان t سرعتش از vi به vf تغییر می‌کند توسط فرمول زیر به‌دست می‌آید:
a = (vf - vi)/t
بُردار شتاب لحظه‌ایِ a جسمی که موقعیتش در زمان t به‌وسیلهٔ (x(t نشان داده شده، به‌صورت زیر است:
a = d۲x/dt۲
محاسبهٔ سرعت نهاییِ vf جسمی که با سرعت اولیهٔ vi شروع به حرکت کرده، سپس در مدت‌زمان t به شتابِ a می‌رسد، این‌گونه است:
vf = vi + at
متوسط سرعت جسمی با شتاب ثابت برابر 2/(vf + vi) است.

## رابطهٔ سرعت و جابه‌جایی
برای پیدا کردن میزان جابجایی d چنین جسم شتاب‌داری در مدت‌زمان t، این مفهوم را در فرمول اول جایگزین کنید تا رابطهٔ زیر به‌دست آید:
d = t (vf + vi)/۲
هنگامی‌که تنها سرعت اولیهٔ جسم مشخص است، فرمولِ
d = vit + (at۲)/۲
را می‌توان مورد استفاده قرار داد.
از ترکیب فرمول‌های پایه برای میزان جابجایی و سرعت نهایی می‌توان فرمول جدیدی را که مستقل از زمان است ایجاد کرد:
vf۲ = vi۲ + ۲ad
فرمول‌های بالا، هم در مکانیک سنتی و هم در نسبیت خاص معتبر هستند. اختلاف مکانیک سنتی و نسبت خاص در توصیف یک وضعیت مشابه به‌وسیلهٔ ناظران متفاوت است؛ به‌ویژه، در مکانیک سنتی، تمامی ناظران دربارهٔ مقدار t هم‌عقیده هستند. همچنین، قوانین تغییر وضعیت موقعیتی را ایجاد می‌کنند که در آن تمامی ناظرانِ فاقد شتاب، مقدار مشابهی را برای شتاب جسم اعلام می‌نمایند؛ اما هیچ‌یک از آن‌ها در نسبیت خاص درست نیستند.

## رابطهٔ سرعت و انرژی جنبشی
انرژی جنبشیِ یک جسم در حال حرکت با جرم آن جسم و مجذور سرعتش متناسب است:
{\displaystyle E_{v}={\frac {1}{2}}mv^{2}}
انرژی جنبشی یک کمیت نرده‌ای است.